# Barby, Salzland
Barby là một thị trấn thuộc huyện Salzland, bang Saxony-Anhalt, Đức.
Bản mẫu:Upper Saxon Circle